# Architecture édouardienne

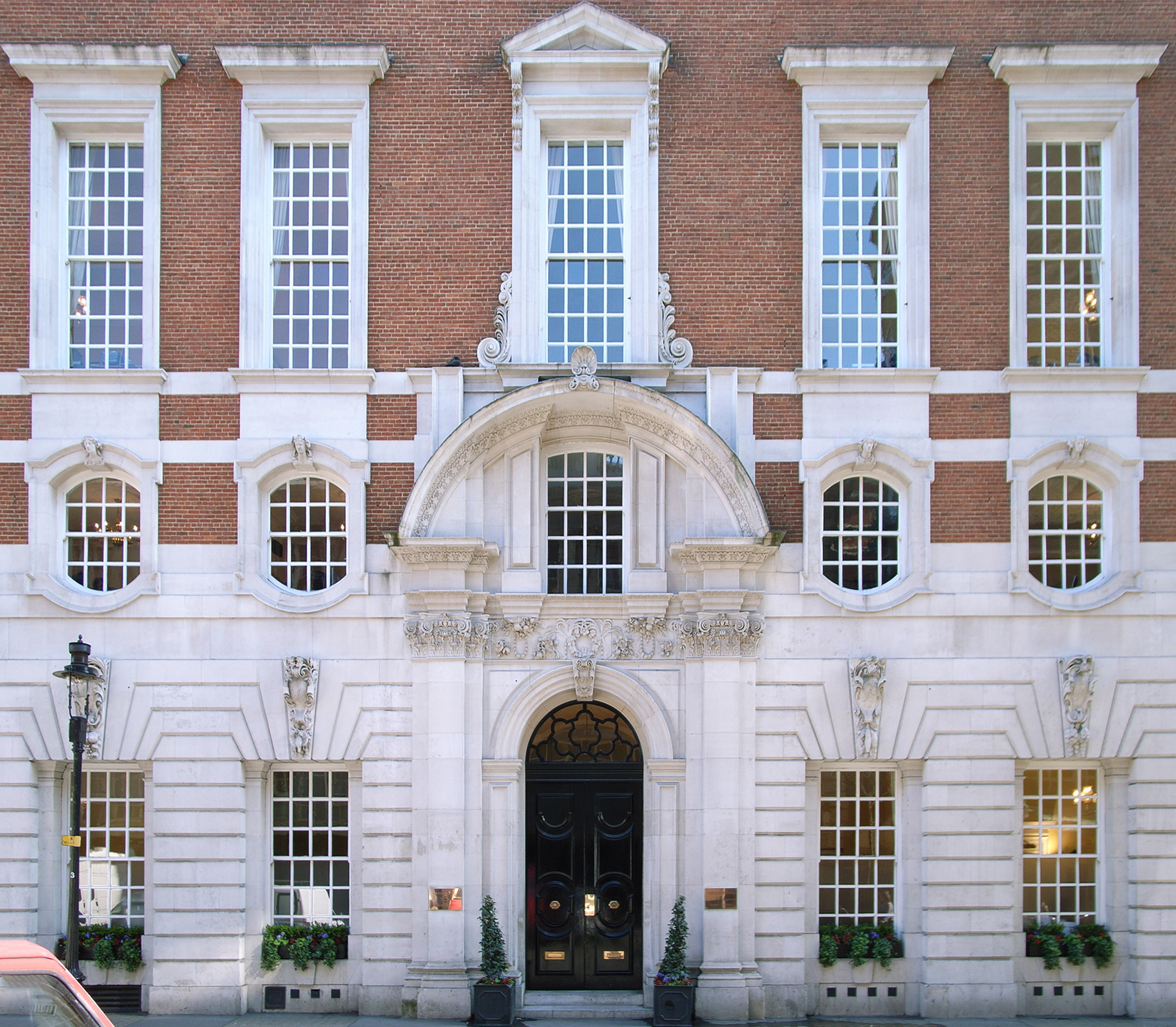
Un exemple d'architecture édouardienne: Country Life Offices à Londres.

L’architecture édouardienne (Edwardian Architecture) est un style d'architecture populaire, correspondant sensiblement au règne du roi Édouard VII du Royaume-Uni (1901-1910), mais ce style d'architecture est généralement associé à la période d'avant-guerre. 
Cette architecture est souvent moins ornée que l'architecture victorienne à son apogée ou dans ses dernières années. Elle correspond à l'apparition du béton et de l'éclairage électrique. 
Les architectes contemporains tel qu'Edwin Lutyens préférèrent une architecture traditionnelle, l'Arts and Crafts et l'artisanat manuel à la production de masse typique de l'ère victorienne.

## Caractéristiques
- Couleur : on opte pour des couleurs plus claires ; le déploiement du gaz et de l'électricité permettra aux concepteurs d'être moins préoccupés par la nécessité de dissimuler l'accumulation de suie sur les murs comme c'était le cas avec l'architecture de l'époque victorienne ;
- Motifs : les décorations sont moins complexes; les papiers peints et les rideaux sont plus sobres ;
- Toîture : plus inclinés avec pignons ;
- Fenêtres : parfois dépourvues de grillage, apparition d'oriels, appuis plus profonds.